# Estat lligat
En física quàntica, un estat lligat és un estat en el que una partícula sotmesa a una energia potencial tendeix a romandre en una o diverses regions concretes de l'espai. L'origen de l'energia pot ser o bé extern o bé ser el resultat de la presència d'una altra partícula; en aquest últim cas, es pot definir també l'estat lligat com aquell estat que representa a dues o més partícules les quals l'energia d'interacció supera l'energia total de cada partícula per separat. Una conseqüència d'això és que, amb una energia potencial que tendeixi a zero a l'infinit, tots els estats d'energia negativa han de ser lligats. En general, l'espectre d'energies del conjunt d'estats lligats és discontinu, a diferència de les partícules lliures, que tenen un espectre continu.
Tot i no ser pròpiament estats lligats, els estats metaestables amb una energia d'interacció positiva però amb un temps de desintegració llarg, solen considerar-se també com a estats lligats inestables, i se'ls denomina "estats quasi-lligats". Alguns exemples en són els electrons i els radioisòtops.
En la teoria quàntica de camps, un estat lligat estable de {\displaystyle n} partícules amb masses {\displaystyle \{m_{k}\}_{k=1}^{n}} correspon a un pol de la matriu S, amb l'energia del centre de masses inferior a la suma de les seves masses individuals. Un estat lligat inestable es presenta en forma d'un pol amb l'energia del centre de masses molt complexa.

## Exemples
- Quan un protó i un electró es mouen per separat, l'energia total del centre de masses és positiva, i es poden considerar com un àtom ionitzat. Quan l'electró comença a orbitar al voltant del protó, l'energia es torna negativa i es forma un estat lligat, l'àtom d'hidrogen. Només l'estat lligat de menor energia, l'estat fonamental, és estable. La resta d'estats excitats de l'àtom són inestables, i poden convertir-se en estats lligats estables de menor energia mitjançant l'emissió de fotons.

- Un «àtom» de positroni és un estat lligat inestable d'un electró i un positró. Es desintegra en fotons.
- Els estats de l'oscil·lador harmònic quàntic són lligats però tenen energia positiva.
- El nucli d'un àtom és un estat lligat de protons i neutrons (nucleons).
- El propi protó és un estat lligat compost per tres quarks (dos quarks up i un quark down; un de vermell, un de verd i un de blau). No obstant, a diferència de l'àtom d'hidrogen, els quarks individuals mai estan aïllats. Vegeu confinament cromàtic.
- Els models de Hubbard i Jaynes-Cummings-Hubbard (JCH) admeten estats lligats molt similars. En el model de Hubbard, dos àtoms bosònics que es repel·leixen poden formar un parell lligat en una xarxa òptica.[2][3][4] El hamiltonià JCH també admet estats lligats de dos polaritons quan la interacció fotó-àtom és prou forta.[5]

## Definició
Sigui {\displaystyle H} un espai de Hilbert complex i divisible, {\displaystyle U=\lbrace U(t)\mid t\in \mathbb {R} \rbrace } un grup d'operadors unidimensionals com un paràmetre sobre {\displaystyle H} i {\displaystyle \rho =\rho (t_{0})} un operador estadístic sobre {\displaystyle H}. Suposem que {\displaystyle A} és un observable de {\displaystyle H} i {\displaystyle \mu (A,\rho )} és la distribució induida de probabilitats d'{\displaystyle A} respecte a {\displaystyle \rho } en la σ-àlgebra de Borel sobre {\displaystyle \mathbb {R} }. En aquest cas, l'evolució de {\displaystyle \rho } provocada per {\displaystyle U} esta lligada a {\displaystyle A} si {\displaystyle \lim _{R\rightarrow \infty }{\sup _{t\geq t_{0}}{\mu (A,\rho (t))(\mathbb {R} _{>R})}}=0}, on {\displaystyle \mathbb {R} _{>R}=\lbrace x\in \mathbb {R} \mid x>R\rbrace }.
De manera simplificada, un estat lligat es troba en una part lligada de l'espectre d'{\displaystyle A}. Per exemple, si suposem que {\displaystyle H=L^{2}(\mathbb {R} )} i {\displaystyle A} representa la posició, tenint un suport sòlid {\displaystyle \rho =\rho (0)\in H} i {\displaystyle [-1,1]\subseteq \mathrm {Supp} (\rho )}:
- Si l'evolució de l'estat de {\displaystyle \rho } "mou constantment el paquet d'ones cap a la dreta", és a dir, si {\displaystyle [t-1,t+1]\in \mathrm {Supp} (\rho (t))}per a tot {\displaystyle t\geq 0}, llavors {\displaystyle \rho } no és un estat lligat respecte a la posició.
- Si {\displaystyle \rho } no varia en el temps, és a dir {\displaystyle \rho (t)=\rho } per a tot {\displaystyle t\geq 0}, llavors {\displaystyle \rho } està lligat respecte a la posició.
- En general: Si l'evolució de l'estat de {\displaystyle \rho } "només mou {\displaystyle \rho } dins d'un domini lligat", llavors {\displaystyle \rho } està lligat respecte a la posició.

## Propietats
Suposem que {\displaystyle A} té un co-domini d'espai-mesura {\displaystyle (X;\mu )}. Una partícula quàntica està en estat lligat si mai es troba "massa lluny" de cap regió finita {\displaystyle R\subseteq X}. Per exemple, utilitzant una representació de la funció d'ona:
{\displaystyle {\begin{aligned}0&=\lim _{R\to \infty }{\operatorname {Pr} ({\text{partícula mesurada a }}X\setminus R)}\\&=\lim _{R\to \infty }{\int _{X\setminus R}|\psi (x)|^{2}\,d\mu (x)}\end{aligned}}}Per tant, {\textstyle \int _{X}{|\psi (x)|^{2}\,d\mu (x)}} és finit. En altres paraules, un estat és un estat lligat només si és finitament normalizable.
Com que els estats finitament normalizables han de trobar-se en la part discontínua de l'espectre, és necessari que els estats lligats es trobin també en la part discontínua. No obstant, com van assenyalar Neumann i Wigner, un estat lligat pot també tenir l'energia situada en l'espectre continu. En aquest cas, els estats lligats continuen formant part de la part discontínua de l'espectre, però apareixen com a masses de Dirac en la mesura espectral.

### Estats lligats a la posició
Considerem l'equació de Schrödinger d'una certa partícula. Si un estat té energia {\textstyle E<\max {\left(\lim _{x\to \infty }{V(x)},\lim _{x\to -\infty }{V(x)}\right)}}, aleshores la funció d'ona {\displaystyle \psi } satisfarà, per a un valor qualsevol de {\displaystyle X>0}
{\displaystyle {\frac {\psi ^{\prime \prime }}{\psi }}={\frac {2m}{\hbar ^{2}}}(V(x)-E)>0{\text{, per }}x>X}
de manera que {\displaystyle \psi } decreix exponencialment per a {\displaystyle x} gran. En conseqüència, els estats d'energia negatius estan lligats si {\displaystyle V} desapareix a l'infinit.

## Requisits
Un bosó amb massa {\displaystyle m_{X}} que actua com a mediador d'una combinació dèbilment lligada produeix un potencial d'interacció similar al de Yukawa,
{\displaystyle V(r)=\pm {\frac {\alpha _{\chi }}{r}}e^{-{\frac {r}{{\bar {\lambda }}_{\chi }}}}},
on en l'expressió {\displaystyle \alpha _{\chi }=g^{2}/4\pi }, {\displaystyle g} és la constant de gauge, i {\textstyle {\bar {\lambda }}_{i}={\frac {\hbar }{m_{i}c}}}  és la longitud d'ona de Compton reduïda. Un bosó escalar produeix un potencial d'atracció universal, mentre que un vector atreu les partícules a les antipartícules però repel·leix els parells semblants. Per a dues partícules de massa {\displaystyle m_{1}} i {\displaystyle m_{2}}, el radi de Bohr del sistema es converteix en
{\displaystyle a_{0}={\frac {{\bar {\lambda }}_{1}+{\bar {\lambda }}_{2}}{\alpha _{\chi }}}}

i s'obté com a resultat la quantitat adimensional
{\displaystyle D={\frac {{\bar {\lambda }}_{\chi }}{a_{0}}}=\alpha _{\chi }{\frac {{\bar {\lambda }}_{\chi }}{{\bar {\lambda }}_{1}+{\bar {\lambda }}_{2}}}=\alpha _{\chi }{\frac {m_{1}+m_{2}}{m_{\chi }}}}
Perquè existeixi el primer estat lligat, es necessita que {\displaystyle D\gtrsim 0.8}. Ja que el fotó no té massa, {\displaystyle D} té un valor infinit en l'electromagnetisme. En el cas de l'interacció feble, la massa del bosó Z és de 91,1876 ± 0,0021 GeV/c2 (97,2 vegades la massa del protó i 178.000 vegades la massa de l'electró), cosa que impedeix la formació d'estats lligats entre la majoria de partícules.
És important remarcar també que si l'interacció de Higgs no trenqués amb la simetria electromagnètica en l'escala electrodèbil, aleshores la interacció feble SU(2) es convertiria en un confinador.